# Подсудимый (фильм)
«Подсуди́мый» — советский полнометражный цветной художественный фильм, снятый киностудией «Ленфильм» в 1985 году режиссёром Иосифом Хейфицем. Фильм снят в жанре социально-психологической драмы по повести советского писателя Бориса Васильева «Суд да дело…»; его премьера состоялась в СССР в августе 1986 года.

## Сюжет
Ветеран войны, инвалид Скулов выстрелом из ружья убивает молодого парня Вешнёва, забравшегося в его сад и покалечившего цветы, посаженные перед смертью женой Скулова Анной. В момент конфликта юнец, поддерживаемый компанией, бросается на одноногого фронтовика с трубой, материт его покойную жену. До этого молодёжь забила кирпичами собаку ветерана, пока он был на могиле жены-фронтовика, бывшей медсестрой в годы войны. Убийца считает, что должен понести соответствующее наказание, расстрел, но его адвокату не всё ясно в этом деле, и тот начинает самостоятельное расследование.

## В ролях
| Актёр                                          | Роль                                         |
| ---------------------------------------------- | -------------------------------------------- |
| Михаил Жигалов                                 | Антон Филимонович Скулов                     |
| Татьяна Шестакова (озвучивает Татьяна Иванова) | жена Скулова Анна Ефремова                   |
| Ролан Быков                                    | адвокат                                      |
| Юрий Кузнецов                                  | безногий инвалид-моряк Сеня                  |
| Юрий Соловьёв                                  | брат Анны, конформист-карьерист Иван Ефремов |
| Иван Агафонов                                  | народный заседатель                          |
| Ольга Волкова                                  | народный заседатель Лидия Сергеевна          |
| Елена Санаева                                  | председатель суда Ирина Андреевна            |
| Андрей Николаев                                | следователь Андрей                           |
| Мария Берггольц                                | старуха с козой Родиониха                    |
| Людмила Безуглая                               | мать Вешнева                                 |
| А. Бухвалов                                    | отец Вешнева                                 |
| Константин Воробьёв                            | потерпевший Эдуард Вешнев                    |
| Евгений Ганелин                                | парень из компании Вешнева                   |
| Владимир Ерёмин                                | прокурор                                     |

## Съёмочная группа
- Авторы сценария — Борис Васильев, Иосиф Хейфиц
- Режиссёр — Иосиф Хейфиц
- Оператор — Валерий Блинов

## Музыка
- Мелодия из Концерта для фортепиано с оркестром № 2 (Рахманинов)